# Новоорловская улица (Санкт-Петербург)
Новоорло́вская улица — улица в Приморском районе Санкт-Петербурга. Меридиональная улица в исторических районах Шувалово и Озерки. Проходит от Озерковского проспекта до Суздальского шоссе (фактически — до реки Каменки). На юг от Озерковского проспекта переходит в Железнодорожную улицу. Пересекает Каменку по мосту. Параллельна линии Финляндской железной дороги.

## История
Название известно с 1882 года (первоначальное написание — Ново-Орловская улица). 3 декабря 1956 года к улице был присоединён Ново-Орловский переулок, в первой четверти XX века называвшийся Неизвестным переулком.

## Достопримечательности
- Дом 5 — деревянный жилой дом дореволюционной постройки (1900 год) в неорусском стиле. Украшен резьбой[3].
- Дом 40 — деревянный дореволюционный дом с башенкой. В настоящее время — «Деревня художников»[4].
- Дом 48 — деревянный жилой дореволюционный дом с невысокой башенкой[5].
- Дом 60 — деревянный двухэтажный жилой дом симметричной планировки со световой башенкой, центральным крыльцом и двумя верандами с шатрами. В настоящее время — «Деревня художников»[6].

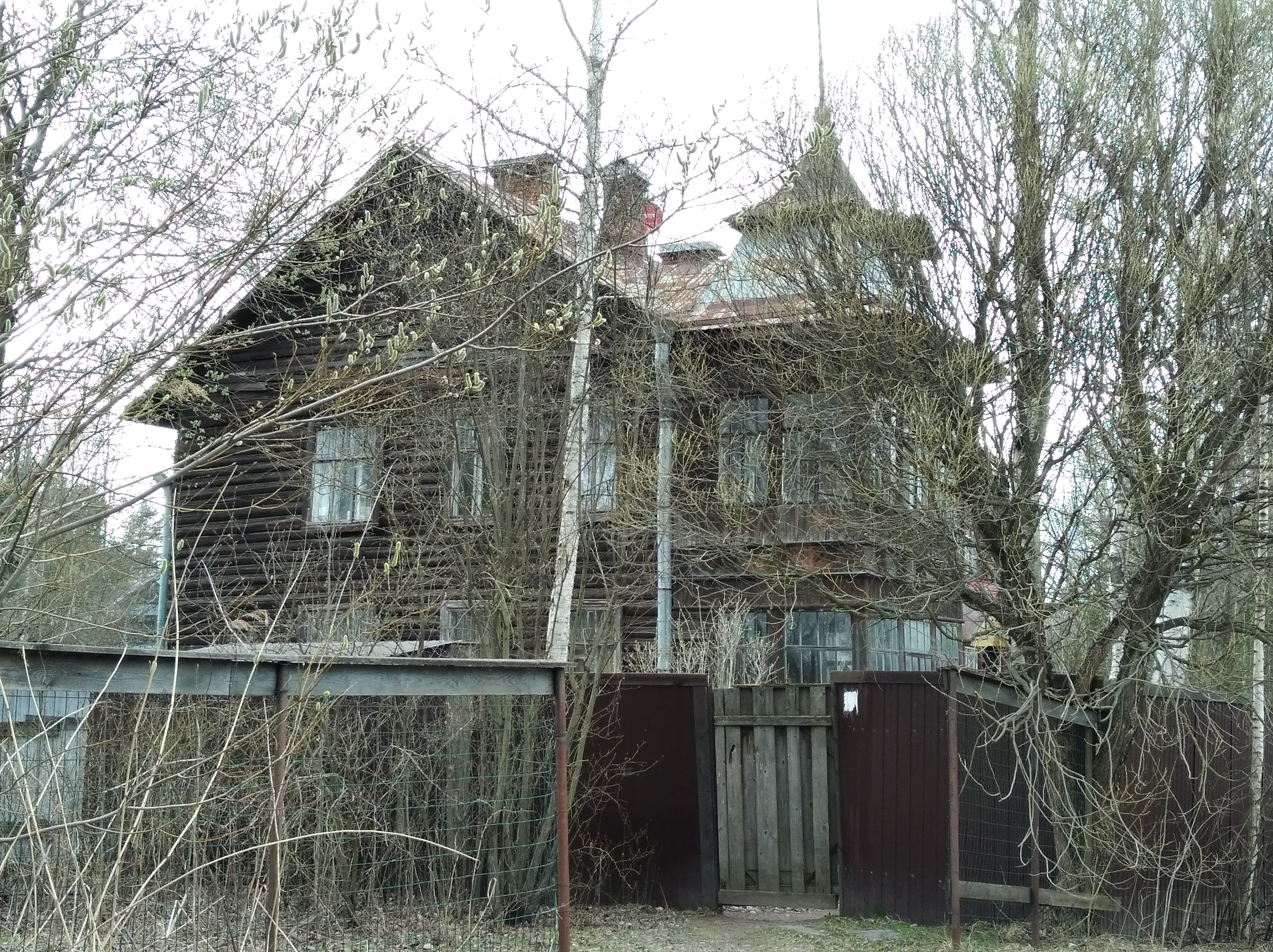
Новоорловская, 40
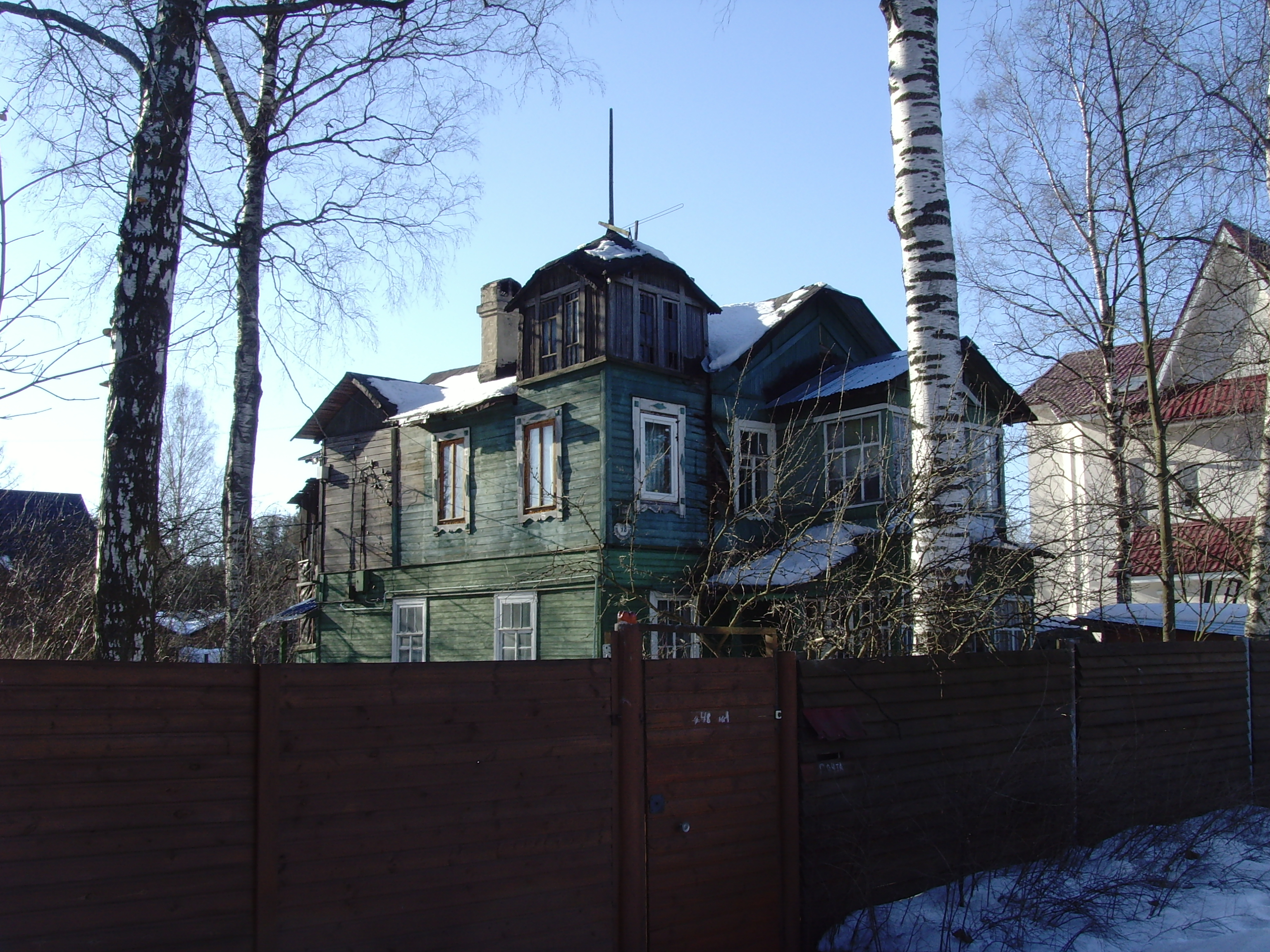
Новоорловская, 48

## Пересечения
С юга на север (по увеличению нумерации домов) Новоорловскую улицу пересекают следующие улицы:
- Озерковский проспект и продолжение Приморской улицы — пересечение с переходом Новоорловской улицы в Железнодорожную улицу;
- Сегалева улица — примыкание;
- Дерновая улица — примыкание;
- Захаров переулок — примыкание;
- Вокзальный проезд — пересечение;
- Заповедная улица — пересечение;
- набережная реки Каменки — примыкание (проект);
- Суздальское шоссе — Новоорловская улица примыкает к нему (проект).

## Транспорт
Ближайшие к Новоорловской улице станции метро — «Озерки» (около 1,3 по прямой от начала улицы) и «Проспект Просвещения» (около 2,6 км по прямой от конца улицы) 2-й (Московско-Петроградской) линии.
По участку Новоорловской улицы от Озерковского проспекта до Заповедной улицы проходит социальный автобусный маршрут № 38.
Ближайшие к Новоорловской улице остановочные пункты железной дороги — Шувалово (кратчайшее расстояние по прямой — около 100 м) и Озерки (около 350 м от начала Новоорловской улицы по Железнодорожной улице).

## Общественно значимые объекты
- Северная трасса Малой Октябрьской железной дороги — Новоорловская улица пересекает её между Озерковским проспектом и Сегалевой улицей.